# Ilybius austrodiscors
Ilybius austrodiscors är en skalbaggsart som först beskrevs av Helen K. Larson 1996.  Ilybius austrodiscors ingår i släktet Ilybius och familjen dykare. Inga underarter finns listade i Catalogue of Life.